# Дем'янівка (Подільський район)
Дем'яні́вка — село в Україні, у Окнянській селищній громаді Подільського району Одеської області. Населення становить 78 осіб.

## Історія
12 червня 2020 року, відповідно до Розпорядження Кабінету Міністрів України від № 724-р «Про визначення адміністративних центрів та затвердження територій територіальних громад Одеської області», увійшло до складу Окнянської селищної громади.
19 липня 2020 року, в результаті адміністративно-територіальної реформи і ліквідації Окнянського району, село увійшло до складу новоутвореного Подільського району.

## Населення
Згідно з переписом УРСР 1989 року чисельність наявного населення села становила 90 осіб, з яких 43 чоловіки та 47 жінок.
За переписом населення України 2001 року в селі мешкало 77 осіб.

### Мова
Розподіл населення за рідною мовою за даними перепису 2001 року:
| Мова       | Відсоток |
| ---------- | -------- |
| українська | 91,03 %  |
| російська  | 6,41 %   |
| молдовська | 2,56 %   |